# Massacre de Columbine
La massacre de Columbine va succeir el dimarts, 20 d'abril de 1999, a l'institut Columbine High School a la població de Columbine, a l'àrea no incorporada del comtat de Jefferson, Colorado, Estats Units, situada prop de Denver i Littleton. Dos estudiants, Eric Harris i Dylan Klebold, s'embarcaren en una massacre, assassinant dotze estudiants i un professor, ferint-ne vint-i-un més, mentre que tres van ser ferits després d'intentar escapar-se, poc abans que se suïcidessin. És una de les quatre massacres en escoles més mortíferes de la història dels Estats Units, després del Desastre de Bath School de 1927, de la matança a Virgínia Tech de 2007 de la massacre de la universitat de Texas de 1966, de la Massacre del Mcdonald's de San Ysidro de 1984 i de la Massacre de la cafetería Luby’s de 1991 i la més mortífera que s'ha produït en un institut americà.
L'atac reobrí el debat sobre les lleis de possessió de pistoles, la disponibilitat d'armes de foc als Estats Units i la violència entre els joves amb armes. Moltes discussions se centraven en la naturalesa dels rols als instituts, de les subcultures i de l'assetjament escolar, com també del paper de les pel·lícules violentes i videojocs en la societat nord-americana. El tiroteig també dugué a un augment de l'èmfasi per la seguretat a l'escola i a un pànic moral a la subcultura gòtica, als marginats socials, a la cultura de les armes, a l'ús d'antidepressius mèdics en adolescents, a les pel·lícules i música violenta, a l'ús d'Internet entre adolescents i als videojocs violents.

## Antecedents
Els primers indicis de perillositat dels dos joves es remunten quan l'Eric Harris, l'any 1996, va crear una pàgina web a America Online que originalment estava destinada a albergar alguns nivells del videojoc Doom creats pels dos joves. Harris també inicià un bloc que contenia acudits i petits retalls de diari sobre els seus pensaments sobre els seus pares, amics i l'escola; a finals d'anys, ja incloïa instruccions per fer trapelleries, instruccions per a la fabricació d'explosius i apareixerien els primers senyals de ràbia que en Harris tenia envers la societat.
Després que Harris es queixés de patir de depressió, ràbia i pensaments suïcides en una cita amb el seu psiquiatre, li va prescriure l'antidepressiu Zoloft. Al queixar-se al seu doctor d'inquietud i d'una manca de concentració, va dur al doctor a substituir-lo per un medicament similar, Luvox. En el moment del seu suïcidi, Harris contenia nivells de Luvox en el seu cos. Alguns analistes, com el psiquiatre Peter Breggin, sostingueren que una o ambdues medicacions podien haver contribuït a les accions que perpetrà en Harris. S'ha afirmat que els efectes secundaris d'aquests antidepressius poden ser l'augment de l'agressivitat, la inhibició del remordiments, la despersonalització i atac maníacs.

## Descripció dels fets
L'Eric Harris, de 18 anys, i en Dylan Klebold de 17, entraren a l'escola on eren estudiants, armats amb dues escopetes, una carabina Hi-Point 995 semiautomàica de cal·libre 9 mm, una pistola Tec 9 semiautomàtica de 9 mm, diversos dispositius casolans i un explosiu format per un tanc de propà de 9 quilograms. Abans de suïcidar-se, ambdós adolescents encetaren diversos trets a la cafeteria i a la biblioteca de l'escola. En total, assassinaren 13 persones (12 alumnes i 1 professor) i feriren 24 alumnes més, produint un total de 15 morts, convertint-se així en el tercer pitjor tiroteig en una recinte educatiu i el més mortífer en un institut americà.
En total hi hagué dos tirotejos: el primer des que els dos adolescents abandonaren l'aparcament fins que entraren a l'interior de l'institut; primer assassinaren Rachel Scott, que estava esmorzant juntament amb el seu company Richard Castaldo (aquest quedà paralític després de rebre impactes de bala a la columna), després Daniel Rohrbough, quan intentava fugir de l'institut i finalment Dave Sanders, el qual morí hores després de rebre els impactes i perdre molta sang. El segon tiroteig va ser el més sagnant, on van ser assassinats 10 alumnes i molts altres van ser ferits. Els assassins, després de vint minuts disparant a la cafeteria, pujaren de nou a la biblioteca on llançaren una última ràfega de trets a la policia i es suïcidaren, primer Eric Harris, disparant-se a la boca i després Dylan Klebold disparant-se a la templa.

## 20 d'abril de 1999: la massacre

### Minuts previs al tiroteig
En el matí del dimarts 20 d'abril de 1999, Harris i Klebold van col·locar una petita bomba incendiària en un camp a uns tres quilòmetres al sud de la Preparatòria Columbine, i a 3 quilòmetres al sud de l'estació de bombers. La bomba estava programada per explotar a les 11.14 del matí, amb el propòsit de distreure els bombers i el personal d'emergència de l'escola (aquesta va detonar parcialment i va provocar un petit incendi que va ser ràpidament extingit pels bombers).
A les 11.10 a.m. Harris i Klebold van arribar de manera separada a la secundària. Harris va estacionar el seu vehicle a l'entrada sud i Klebold va estacionar a l'entrada occidental. La cafeteria de l'escola, el seu primer objectiu de bomba, es trobava entre les seves zones de pàrquing. Després d'estacionar els seus vehicles, els quals contenien bombes programades per detonar-a les 12.00, el duo es va trobar prop del cotxe d'Eric Harris i es va armar amb dues bombes de 20 lliures de propà cadascuna abans d'ingressar a la cafeteria. Els joves van col·locar els explosius aproximadament a les 11.17 a.m dins de la cafeteria i es van situar de nou en les seves actuacions esperant l'explosió per disparar-li a tot el que intentés escapar de l'edifici. Si les bombes haguessin explotat amb tot el seu poder, haurien assassinat o ferit prop de 488 estudiants a la cafeteria i possiblement haurien fet col·lapsar el sostre, esfondrant part de la biblioteca dins de la cafeteria.
El diputat del sheriff del comtat de Jefferson, Neil Gardner, va ser assignat a l'escola preparatòria com a oficial de recursos escolars, uniformat i armat a temps complet. Gardner menjava generalment amb els estudiants a la cafeteria, però el 20 d'abril ell era a taula al seu cotxe patrulla a la cantonada nord-oest del campus. El personal de seguretat de Columbine no es va adonar de les bombes a la cafeteria, ja que un custodi estava reemplaçant la cinta de vídeo de seguretat de l'escola. Les bosses que contenien les bombes van ser visibles per primera vegada en la nova cinta de seguretat, però no van ser identificades com a objectes sospitosos. Cap testimoni va recordar veure les bosses de lona que s'agregaven a les 400 o més motxilles presents a la cafeteria.
Quan els dos joves van tornar als seus vehicles, Harris es va trobar amb Brooks Brown, un amic i company de classe amb el qual recentment havia solucionat una llarga sèrie de desacords. Brown, que estava a l'aparcament fumant un cigarret, es va sorprendre en veure Harris, a qui recentment havia notat absent d'un examen important. Harris no semblava preocupat quan Brown li va recordar aquest fet, comentant: "Ja no importa". Llavors Harris li va dir a Brown: "Brooks, m'agrades ara. Surt d'aquí. Vés a casa." Brown, sentint-se incòmode, es va allunyar del lloc. Diversos minuts més tard, els estudiants que sortien de Columbine per dinar van observar a Brown caminant pel carrer South Pierce, lluny de l'escola. Mentrestant, Harris i Klebold es van armar en els seus vehicles i van esperar que les bombes explotessin.

### 11:19 a.m: Inici del tiroteig
Quan les bombes de la cafeteria no van explotar, Harris i Klebold es van reunir i van caminar cap a l'escola. Tots dos armats van pujar per les escales a la part superior de l'entrada oest, situant-se al mateix nivell dels camps atlètics a l'oest de l'edifici i de la biblioteca dins de l'entrada oest, just a sobre de la cafeteria. Des d'aquest punt de vista, l'entrada oest de la cafeteria estava situada a la part inferior de l'escala, a un costat de l'estacionament d'estudiants d'últim any.
A les 11.19 del matí, Rachel Scott, de 17 anys, esmorzava amb el seu amic Richard Castaldo mentre estava asseguda a la gespa al costat de l'entrada oest de l'escola. Castaldo va dir que va veure a un dels nois llançar una bomba, que amb prou feines va detonar, el que li va fer no prendre seriosament les accions dels subjectes. En aquell moment, un testimoni va sentir a Eric Harris cridar, "Vaja, vaja!". Els dos atacants van treure les seves armes, les quals estaven ocultes en les seves gavardines, i van començar a disparar contra Castaldo i Scott. Scott va ser impactada quatre vegades i va morir a l'instant. Castaldo va ser impactat vuit vegades al pit, el braç i l'abdomen, i va perdre el coneixement. No se sap qui va disparar primer. No obstant això, Harris va ser qui va disparar i va matar Scott, i Castaldo va dir que Scott va ser impactada abans que ell.
Després dels dos primers trets, Harris es va treure la seva gavardina i va apuntar la seva carabina de 9 mm per l'escala oest cap a tres joves: Daniel Rohrbough, Sean Graves, de 15 anys, i Lance Kirklin, de 16 anys. Kirklin més tard va dir haver vist a Klebold i Harris dret a la part superior de l'escala, abans que el parell obrís foc. Els tres joves van ser ferits de bala. Dins de l'escola, alguns dels estudiants creien que estaven sent testimonis d'una broma per part dels dos estudiants d'últim any. Però a la cafeteria, Dave Sanders, un professor d'informàtica i de negocis, i entrenador de l'equip d'atletisme de l'escola, ràpidament es va adonar que no era una broma, sinó un atac deliberat contra l'escola.
Harris i Klebold es van voltejar i van començar a disparar cap a l'oest en direcció a cinc estudiants asseguts al vessant cobert d'herba al costat dels graons i davant de l'entrada oest de l'escola. Michael Johnson, de 15 anys, va ser impactat a la cara, cama i braç, però va córrer i va escapar; Mark Taylor, de 16 anys, va rebre un tret al pit, els braços i la cama i va caure a terra fingint la seva mort. Els altres tres van escapar il·lesos.
Klebold va baixar els graons cap a la cafeteria. Es va apropar a Kirklin, qui ja estava ferit i estès a terra, demanant feblement ajuda. Klebold va dir, "És clar, t'ajudaré", llavors li va disparar a la cara i el va ferir críticament. Daniel Rohrbough i Sean Graves havien baixat l'escala quan Klebold i Harris es van distreure pels estudiants sobre la gespa; Graves, paralitzat de la cintura cap avall, es va arrossegar fins al llindar de l'entrada oest de la cafeteria i va col·lapsar. Klebold va disparar a Rohrbough, qui ja estava ferit de mort pels trets que prèviament li havia fet Harris a curta distància pel costat esquerre, i després va passar per sobre de Sean Graves per entrar a la cafeteria. Els funcionaris van especular que Klebold va anar a la cafeteria per revisar les bombes de propà. Harris va derrocar a trets diversos estudiants asseguts prop de l'entrada de la cafeteria, ferint greument i paralitzant parcialment a Anne-Marie Hochhalter, de 17 anys, quan intentava fugir. Klebold va sortir de la cafeteria i va pujar les escales per unir-se a Harris.
Van disparar contra els estudiants a prop d'un camp de futbol, però no van aconseguir arribar a cap. Van caminar cap a l'entrada de l'oest, llançant bombes, poques de les quals van detonar. Mentrestant, a l'escola, Patti Nielson, una mestra d'art, va notar la commoció i va caminar cap a l'entrada oest amb un estudiant de 17 anys, Brian Anderson. Ella tenia la intenció d'anar fora per dir als dos estudiants que es controlessin, pensant que Klebold i Harris havien vingut per filmar un vídeo o per fer una broma. Quan Anderson va obrir les primeres portes dobles, Harris i Klebold van disparar a través de les finestres, ferint amb els vidres trencats a Anderson i a Nielson a l'espatlla amb restes de metralla. Nielson es va posar dreta i va córrer pel passadís cap a la biblioteca, alertant als estudiants del perill i dient-los que s'amaguessin sota dels escriptoris i que guardessin silenci. Nielson trucà al 911 i es va amagar sota el taulell administratiu de la biblioteca. Anderson es va quedar enrere, atrapat entre les portes exteriors i interiors.

### 11:22 a.m: Resposta de la policia
A les 11.22, el custodi va trucar a Neil Gardner, l'oficial de recursos estudiantils assignat a Columbine per la ràdio de l'escola, sol·licitant assistència a l'estacionament dels alumnes d'últim any. L'única ruta pavimentada el va portar al voltant de l'escola a l'est i al sud sobre Pierce Street, on, a les 11.23, va escoltar a la seva ràdio de policia que una dona estava ferida i va assumir que havia estat atropellada per un cotxe. Mentre sortia del seu cotxe patrulla a l'aparcament d'estudiants d'últim any a les 11.24, va escoltar una altra trucada a la ràdio de l'escola que deia: "Neil, hi ha algú disparant a l'escola". Harris, a l'entrada oest, va disparar immediatament el seu rifle cap a Gardner, que estava a seixanta metres de distància. Gardner va retornar el foc amb la seva pistola de servei. Ell no portava les seves ulleres i va ser incapaç d'impactar als tiradors.
D'aquesta manera, cinc minuts després que comencessin els trets i dos minuts després de la primera trucada de ràdio, Gardner estava involucrat en un tiroteig amb Harris i Klebold. Hi havia dos morts i deu ferits. Harris va disparar deu vegades i Gardner va disparar quatre, abans que Harris es replegués cap a l'edifici. Cap dels dos va resultar ferit en aquest intercanvi de trets. Gardner va informar en el seu radi de policia: "Trets a l'edifici, necessito a algú a l'aparcament sud amb mi".
El tiroteig va distreure Harris i Klebold del lesionat Brian Anderson. Anderson va escapar a la biblioteca i es va amagar dins d'una aula de descans. De tornada a l'escola, el duo es va moure al llarg del passadís nord, llançant bombes i disparant en direcció de qualsevol persona que trobessin. Klebold va disparar a Stephanie Munson al turmell, encara que ella va poder sortir de l'escola. El parell va disparar en direcció de les finestres cap a l'entrada est de l'escola. Després de passar pel passadís diverses vegades i van disparar als estudiants que van veure, Harris i Klebold es van dirigir cap a l'entrada oest i van entrar al passadís de la biblioteca.
Paul Smoker, un patruller en motocicleta de l'oficina del Sheriff del comtat de Jefferson, estava diligenciant una infracció de trànsit al nord de l'escola quan va arribar la trucada d'una "dona ferida" a les 11.23, probablement referint-se a la ja morta Rachel Scott. Prenent la ruta més curta, va conduir la seva motocicleta sobre l'herba entre els camps d'atletisme i es va dirigir cap a l'entrada oest. Quan va veure a Scott Taborsky seguint-lo en un cotxe patrulla, va abandonar la seva motocicleta per cobrir-se en el cotxe. Els dos havien començat a rescatar dos estudiants ferits prop dels camps de joc quan un altre tiroteig va esclatar a les 11.26, entre Harris, de tornada a l'entrada oest, i Gardner, encara a l'aparcament; Smoker va retornar foc des del cim del turó, disparant tres bales, i Harris es va retirar. Un cop més, ningú va ser impactat.
Dins de l'escola, el professor Dave Sanders havia evacuat amb èxit als estudiants de la cafeteria; on alguns d'ells van pujar per una escala que conduïa al segon pis de l'escola. Les escales estaven situades a la volta de la cantonada del passadís de la biblioteca al passadís sud. Llavors, Harris i Klebold eren dins del passadís principal. Sanders i un altre estudiant estaven al final del passadís encara tractant d'assegurar l'escola el més que podien, i mentre corrien, es van trobar amb Harris i Klebold, que s'acostaven des de la cantonada del passadís nord. Sanders i l'estudiant es van donar la volta i van córrer en la direcció oposada. Harris i Klebold van disparar contra tots dos, Harris va impactar a Sanders dues vegades al pit, però va fallar en intentar disparar-li a l'estudiant. Aquest últim va arribar a l'aula de ciències i va advertir a tots els allí presents perquè s'amaguessin. Klebold es va acostar a Sanders, qui havia col·lapsat, per buscar l'estudiant però va tornar amb Harris pel passadís nord.
Sanders es va arrossegar cap a l'àrea de ciències i un professor el va portar a una aula on hi havia trenta estudiants refugiats. Van col·locar un rètol a la finestra que deia "un dessagnant-se" per alertar a la policia i al personal mèdic sobre la ubicació de Sanders. A causa del seu coneixement de primers auxilis, l'estudiant Aaron Hancey va ser portat a l'aula. Amb l'ajuda d'un company d'estudi anomenat Kevin Starkey, i la mestra Teresa Miller, Hancey va administrar els primers auxilis a Sanders durant tres hores; tractant d'aturar la pèrdua de sang usant samarretes dels estudiants a l'habitació. Usant un telèfon a l'habitació, Miller i diversos estudiants van mantenir contacte amb la policia fora de l'escola. Tots els estudiants en aquesta sala van ser evacuats amb seguretat.

### 11:29 a.m. - 11:36 a.m.: Massacre a la biblioteca
Mentre es desenvolupava el tiroteig, Patti Nielson es va comunicar per telèfon amb els serveis d'emergència, explicant la seva història i instant els estudiants que s'amaguessin sota dels escriptoris. Segons les transcripcions, la seva trucada va ser rebuda per un operador del 911 a les 11.25 a.m. El temps de la trucada des que van contestar fins que els tiradors van entrar a la biblioteca va ser de quatre minuts i deu segons. Abans d'entrar, els tiradors van llançar dues bombes a la cafeteria, les quals van explotar. Van llançar una altra bomba al passadís de la biblioteca, aquesta va esclatar i va danyar diversos armaris. A les 11.29 a.m, Harris i Klebold van entrar a la biblioteca, on un total de 52 estudiants, dos professors i dos bibliotecaris s'havien amagat.
Quan hi va entrar, Harris va cridar: "Alceu-vos". El crit va ser tan fort que va poder ser escoltat en la gravació del 911 de Patti Nielson a les 11.29.18. El personal i els estudiants que s'amagaven a les aules exteriors de la biblioteca van dir després que també van sentir als atacants dir: "Tots els atletes de peu, anem a matar els que tinguin gorres blanques!" (L'ús d'una gorra de beisbol blanca a Columbine era una tradició entre els membres de l'equip esportiu, generalment atletes.) En veure que ningú es va aixecar, Harris va dir: "Bé, començaré a disparar de totes maneres". Va disparar la seva escopeta dues vegades a un escriptori, sense saber que un estudiant anomenat Evan Todd s'amagava sota d'ell. Todd va ser ferit per estelles de fusta, però no va resultar greument ferit.
Els tiradors van caminar cap al costat oposat de la biblioteca, a dues fileres d'on es trobaven els ordinadors. Todd es va amagar darrere el taulell administratiu. Kyle Velásquez, de 16 anys, estava assegut a la fila nord d'ordinadors. La policia més tard va dir que no s'havia ocultat sota l'escriptori quan Klebold i Harris havien entrat per primera vegada a la biblioteca, però s'havia cobert sota la taula de l'ordinador. Klebold va disparar i va matar Velasquez, impactant-lo al cap i a l'esquena. Klebold i Harris van deixar les seves maletes plenes de municions a la fila sud o inferior de les computadores i van tornar a carregar les seves armes. Van caminar cap a les finestres que donaven a l'escala exterior. En notar que la policia evacuava a estudiants fora de l'escola, Harris va dir: "Anem a matar alguns policies". Ell i Klebold van començar a disparar per les finestres en direcció de la policia, els quals van retornar el foc. Ningú va resultar ferit en aquest intercanvi.
Després de disparar a través de les finestres cap als estudiants que evacuaven i cap a la policia, Klebold va disparar la seva escopeta cap a una taula propera, ferint a tres estudiants: Patrick Ireland, Daniel Steepleton i Makai Hall. Tot seguit es va treure la seva gavardina. Quan Klebold va disparar als tres, Harris va prendre la seva escopeta i va caminar cap a la fila inferior dels taulells amb ordinadors, disparant un sol tret sota el primer escriptori sense mirar. Va impactar a Steven Curnow, de 14 anys, amb una ferida mortal al coll. Harris llavors va disparar sota la taula adjacent, ferint a Kacey Ruegsegger de 17 anys amb un tir que va passar completament a través de la seva espatlla i mà, també a prop del seu coll i tallant una artèria important. Quan va començar a panteixar de dolor, Harris li va dir: "Deixa de queixar-te".
Harris es va acostar a la taula davant de la fila inferior d'ordinadors, va colpejar la superfície dues vegades i es va agenollar, dient "Peek-a-boo (T'he trobat)" a Cassie Bernall, de 17 anys, abans de disparar-li una vegada al cap i la va matar instantàniament. Harris havia estat sostenint l'escopeta amb una mà en aquest punt i l'arma va colpejar la cara per la força del tret, trencant el seu nas. Els informes inicials suggereixen que Harris li va preguntar a Bernall: "Creus en Déu?", al que va respondre que sí, abans de morir. No obstant això, tres estudiants que van ser testimonis de la mort de Bernall, incloent-hi a Emily Wyant, qui s'havia ocultat sota la taula amb ella, han testificat que Bernall no va intercanviar paraules amb Harris després de la seva burla inicial, tot i que Wyant havia estat resant abans del seu assassinat.
Després de disparar fatalment a Bernall, Harris es va girar cap a la taula del costat i va trobar a Bree Pasquale. Harris li va preguntar a Pasquale si volia morir, i ella va respondre amb una súplica per la seva vida. Més tard, testimonis van informar que Harris semblava desorientat, possiblement perquè el seu nas havia començat a sagnar. Mentre Harris es burlava de Pasquale, Klebold va observar que Patrick Ireland tractava d'ajudar a Hall, qui havia patit una ferida al genoll. Mentre això passava, Klebold va disparar a Ireland una segona vegada, impactant-li dues vegades al cap i un cop al peu. Ireland va ser deixat inconscient, però va sobreviure.
Klebold es va dirigir cap a un altre grup de taules, on va descobrir a Isaiah Shoels, de 18 anys, Matthew Kechter, de 16 anys, i Craig Scott (el germà menor de Rachel Scott), de 16 anys, els quals es van amagar sota una taula. Els tres eren atletes populars. Klebold va intentar treure a Shoels de sota la taula. Va cridar en Harris, referint-se a ell per la seva identitat en línia (REB) i cridant: "REB, hi ha un negre aquí!" Harris va deixar Pasquale i es va unir a ell. Segons testimonis, Klebold i Harris es van burlar de Shoels per uns segons, fent comentaris racials despectius. Harris es va agenollar i va disparar contra Shoels un cop al pit a curta distància i el va matar instantàniament. Klebold també es va agenollar i va obrir foc, impactant i matant a Kechter. Harris llavors va cridar; "Qui està a punt per morir a continuació?". Craig Scott no va ser ferit per les bales i va fingir la seva mort sobre la sang dels seus dos amics. Harris es va girar i va llançar una bomba de CO₂ a la taula on Hall, Steepleton i Ireland estaven ubicats. Va aterrar a la cuixa de Steepleton, i Hall ràpidament la va llançar lluny de la seva taula.
Harris va caminar cap a les prestatgeries entre l'oest i el centre de les taules de la biblioteca. Va saltar sobre una i la va sacsejar, després va disparar en una direcció desconeguda dins d'aquest àrea general. Klebold va caminar per la zona principal, passant pel primer conjunt de prestatgeries, l'escriptori central i un segon conjunt de prestatgeries en l'àrea est. Harris va caminar des de la prestatgeria on havia disparat, passant per l'àrea central per trobar-se amb Klebold. Aquest últim va disparar contra una vitrina situada al costat de la porta, després es va girar i va disparar cap a la taula més propera, colpejant i ferint a Mark Kintgen, de 17 anys, al cap i l'espatlla. Després es va girar cap a la taula a la seva esquerra i va disparar, ferint Lisa Kreutz de 18 anys i Valeen Schnurr amb la mateixa explosió d'escopeta. Klebold es va moure cap a la mateixa taula i va disparar amb la seva TEC-9, matant a Lauren Townsend, de 18 anys. En aquest punt, la greument ferida Valeen Schnurr va començar a cridar: "Oh Déu meu, Déu meu!". En resposta, Klebold li va preguntar a Schnurr si creia en l'existència de Déu; quan Schnurr va respondre que sí, Klebold simplement va preguntar "Per què?", abans d'allunyar-se la taula.
Harris es va acostar a una altra taula on s'amagaven dues noies. Es va inclinar per mirar-les i les va qualificar de "patètiques". Harris després es va traslladar a una altra taula on va disparar dues vegades, ferint als nois de 16 anys, Nicole Nowlen i John Tomlin. Quan Tomlin va intentar allunyar-se de la taula, Klebold li va donar un cop de peu. Harris es va burlar de l'intent de Tomlin d'escapar, abans que Klebold li disparés al jove repetidament, matant-lo. Harris va caminar cap a l'altre costat de la taula on Lauren Townsend jeia morta. Darrere de la taula, una noia de 16 anys anomenada Kelly Fleming estava asseguda al costat de la taula. Harris va disparar a Fleming amb la seva escopeta, impactant a l'esquena i matant-la instantàniament. Va disparar a la taula darrere de Fleming, ferint de nou a Townsend i a Kreutz, i ferint a Jeanna Park, de 18 anys. Una autòpsia més tard va revelar que Townsend va morir pels trets anteriors infligits per Klebold.
Els tiradors es van traslladar al centre de la biblioteca, on van continuar recarregant les seves armes en una taula. Harris va notar que un estudiant s'amagava a prop i li va demanar que s'identifiqués. Era John Savage, un conegut de Klebold, qui havia anat a la biblioteca a estudiar per una prova d'història. Savage va dir el seu nom, creient que s'estaven dirigint només als atletes (cosa que Savage no era), en un intent de salvar la seva vida. Llavors li va preguntar a Klebold pel que estaven fent, a la qual cosa ell va respondre: "Oh, només matant gent". Savage va preguntar si anaven a matar-lo. Klebold va vacil·lar un moment i finalment li va dir que s'anés. Savage va fugir immediatament i va escapar per l'entrada principal de la biblioteca.
Després que Savage se n'anés, Harris es va girar i va disparar la seva carabina a una taula, fregant l'orella de Daniel Mauser, de 15 anys. Quan Mauser es va defensar, empenyent una cadira cap a Harris, Harris va disparar de nou i la bala va impactar Mauser a la cara a curta distància, matant-lo. Tots dos tiradors es van moure cap al sud i van disparar aleatòriament sota una altra taula, ferint críticament a dos joves de 17 anys, Jennifer Doyle i Austin Eubanks, i ferint a Corey DePooter, de 17 anys. A DePooter, l'últim a morir a la massacre, a les 11.35, més tard se li va atribuir haver mantingut els seus amics en calma durant la massacre.
No hi va haver més lesions després de les 11.35 a.m. Havien matat 10 persones a la biblioteca i ferit 12. Dels 56 ostatges de la biblioteca, 34 van romandre il·lesos. Els investigadors descobririen més tard que els tiradors tenien prou munició per haver-los assassinat a tots.
Diversos testimonis més tard van dir que van escoltar Harris i Klebold comentar que ja no trobaven emoció en disparar a les seves víctimes. Klebold va ser escoltat dient: "Potser hauríem de començar a apunyalar a la gent, això podria ser més divertit" (tots dos joves estaven equipats amb ganivets). Es van allunyar de la taula i es van dirigir cap al taulell principal de la biblioteca. Harris va llançar un còctel Molotov cap a l'extrem sud-oest de la biblioteca, però no va explotar. Harris va recórrer el costat est del taulell i Klebold se li va unir des de l'oest; es van trobar prop d'on Todd s'havia traslladat després d'haver estat ferit. Harris i Klebold es van burlar de Todd, qui portava una gorra blanca. Quan els tiradors van exigir veure la seva cara, Todd va aixecar parcialment la seva gorra perquè el seu rostre quedés enfosquit. Quan Klebold li va demanar a Todd que li donés una raó per la qual no havia de matar-lo, Todd va dir: "No vull problemes". Klebold va dir: "Tu solies dir-me marieta. Qui és un marieta ara?". Els tiradors van seguir burlant-se de Todd i van discutir matar-lo, però finalment se'n van anar.
El nas de Harris estava sagnant molt, cosa que va poder haver-li portat a decidir abandonar la biblioteca. Klebold es va girar i va disparar una vegada en una sala de descans oberta del personal de la biblioteca, impactant un petit televisor. Abans de sortir, Klebold va colpejar una cadira a la part superior de l'ordinador i diversos llibres al taulell de la biblioteca, just a sobre de l'oficina on Patti Nielson s'havia amagat.
Els dos van sortir de la biblioteca a les 11.36 a.m, posant fi a la situació d'ostatges allà. Amb cautela i tement el retorn dels tiradors, 34 supervivents no lesionats i 10 ferits van començar a evacuar la biblioteca a través de la porta nord, que va conduir a la vorera adjacent a l'entrada oest. Kacey Ruegsegger va ser evacuada de la biblioteca per Craig Scott. Si no hagués estat evacuada en aquest punt, Ruegsegger probablement hauria sagnat fins a la mort per les seves ferides. Patrick Ireland, inconscient, i Lisa Kreutz, incapaç de moure's, van romandre a l'edifici. Patti Nielson es va unir a Brian Anderson i al personal de la biblioteca a la cambra de descans exterior, en què Klebold havia disparat més d'hora. Es van tancar i van romandre allí fins que van ser alliberats, aproximadament a les 3.30 p.m.

### 12:08 p.m: Suïcidi dels perpetradors
Després de deixar la biblioteca, Harris i Klebold van passejar per l'escola disparant trets ocasionals, però sense trobar blancs humans. Aproximadament a les 11.44 a.m, el duo va ser capturat per les càmeres de seguretat del lloc quan es dirigien novament a la cafeteria. Després de sortir de la cafeteria, Harris i Klebold van recórrer els passadissos sud i nord. A les 12.02, van entrar novament a la biblioteca, que es trobava buida d'estudiants supervivents excepte per Patrick Ireland i Lisa Kreutz, que es trobaven ferits i inconscients. Un cop a dins van disparar novament per les finestres cap a la policia. Aproximadament a les 12.08, 32 minuts després de deixar la biblioteca, Patti Nielson va sentir Harris i Klebold cridar sobtadament "Un! Dos! Tres!" a l'uníson, just abans d'escoltar una forta explosió. Dylan i Eric van morir l'un al costat de l'altre. Tots dos van cometre suïcidi, Harris es va disparar al paladar i Klebold es va disparar a la templa.
Patrick Ireland havia recuperat i perdut el coneixement diverses vegades després de rebre els dos trets de Klebold. Es va arrossegar fins a les finestres de la biblioteca on, a les 2.38 pm, va obrir la finestra, amb la intenció de caure en els braços de dos membres de l'equip SWAT els quals estaven drets al sostre d'un vehicle d'emergència, però en el seu lloc va caure directament sobre el sostre del vehicle. Més tard els membres de l'equip SWAT van ser criticats per permetre que Ireland caigués més de dos metres a terra, sense fer res per intentar assegurar que pogués baixar de manera segura o evitar la seva caiguda. Lisa Kreutz, de 18 anys, amb ferides de bala a l'espatlla, braços, mans i cuixes, va romandre a la biblioteca. En una entrevista posterior, va recordar haver sentit un comentari com "Tu a la biblioteca", més o menys a l'hora dels suïcidis d'Eric Harris i Dylan Klebold. Kreutz jeia a la biblioteca, seguint la pista del temps pel so de les campanes de l'escola, fins que va arribar la policia. Ella havia intentat moure's, però estava desorientada. Finalment va ser evacuada a les 3.22 p.m, juntament amb Patti Nielson, Brian Anderson i els tres treballadors de la biblioteca que s'havien amagat a la sala de descans.

### Fi de la crisi
Al migdia, equips SWAT i ambulàncies es van estacionar fora de l'escola. A les 3.00 p.m, Dave Sanders va morir a causa de les seves ferides abans que l'equip SWAT pogués traslladar-lo perquè rebés assistència mèdica. Va ser l'únic mestre que va morir en l'atemptat. Els oficials van trobar els cossos sense vida a la biblioteca a les 3.30 p.m.

### Seqüela immediata
El 21 d'abril, agents de l'esquadró de desactivació d'explosius van recórrer l'escola. A les 10.00 del matí, l'esquadró de desactivació d'explosius va declarar l'edifici segur per als oficials. A les 11.30 del matí, un portaveu del xèrif va declarar que la investigació estava en marxa. Tretze dels cadàvers encara estaven dins de l'escola quan els investigadors van fotografiar l'edifici.
A les 2.30 p.m, una conferència de premsa va ser sostinguda pel fiscal de districte del comtat de Jefferson David Thomas i el sheriff John Stone, en la qual van afirmar que sospitaven que altres havien ajudat a planejar el tiroteig. La identificació formal dels morts encara no havia tingut lloc, però s'havia notificat a les famílies dels joves que es creien morts. Al llarg de la tarda i d'hora a la nit, els cossos van ser retirats gradualment de l'escola i portats a l'Oficina del Forense del Comtat de Jefferson per ser identificats. A les 5.00 p.m, els noms de molts dels morts van ser coneguts. Un comunicat oficial es va publicar, dient que hi havia 15 morts confirmades i 27 lesions relacionades amb la massacre. Quan els cadàvers de Harris i Klebold van ser retirats de l'escola, va començar una pluja intensa sobre l'escola.
El 30 d'abril, oficials d'alt rang del comtat de Jefferson i l'Oficina del Sheriff del comtat de Jefferson es van reunir per decidir si havien de revelar que Michael Guerra, detectiu de l'Oficina del Sheriff, havia redactat una declaració jurada per una ordre de registre de la residència de Harris més d'un any abans de la data, basat en la seva investigació anterior del lloc web de Harris i les seves activitats. Van decidir no divulgar aquesta informació en una conferència de premsa celebrada el 30 d'abril, ni ho van esmentar d'una altra manera. Durant els pròxims dos anys, el projecte original de Guerra i els documents d'arxivament d'investigació es van perdre. La seva pèrdua va ser descrita com "preocupant" per un gran jurat convocat després que l'existència de l'arxiu va ser reportada l'abril de 2001.
En els mesos posteriors al tiroteig, l'atenció dels mitjans es va centrar en Cassie Bernall, assassinada després de ser qüestionada per la seva creença en Déu. Bernall havia respost "Sí" a aquesta pregunta abans del seu assassinat. Emily Wyant, el testimoni viu més proper a la mort de Bernall, va negar que Bernall i Harris tinguessin tal conversa.
La supervivent Valeen Schnurr afirma que ella va ser la persona qüestionada pel que fa a la seva creença en Déu per Harris. Joshua Lapp va pensar que Bernall havia estat interrogada sobre la seva creença, però no va poder indicar correctament on era Bernall, i estava més a prop de Schnurr durant els trets. Rachel Scott també va ser retratada com un màrtir cristià, un altre testimoni, Craig Scott, el seu germà, va afirmar que la discussió va ser amb Bernall. Quan se li va demanar que indiqués d'on venia la conversa, va assenyalar a on li van disparar a Schnurr. No obstant això, Cassie Bernall i Rachel Scott van arribar a ser considerades com a màrtirs cristianes pels cristians evangèlics.

## Causes
Els investigadors van buscar diferents causes explicatives, moltes d'elles comunes a altres incidents similars. Les primeres al·ludeixen a la possible malaltia mental dels agressors, amb símptomes de depressió i megalomania segons els estudis del FBI. Altres van buscar l'explicació en l'aïllament social a l'institut, mencionant el poder dels grups juvenils i del bullying.
També es va suggerir que la influència dels videojocs i pel·lícules amb violència podia haver distorsionat la visió del bé i del mal dels dos joves, mentre que altres van denunciar la facilitat amb què es poden obtenir armes de foc als Estats Units.

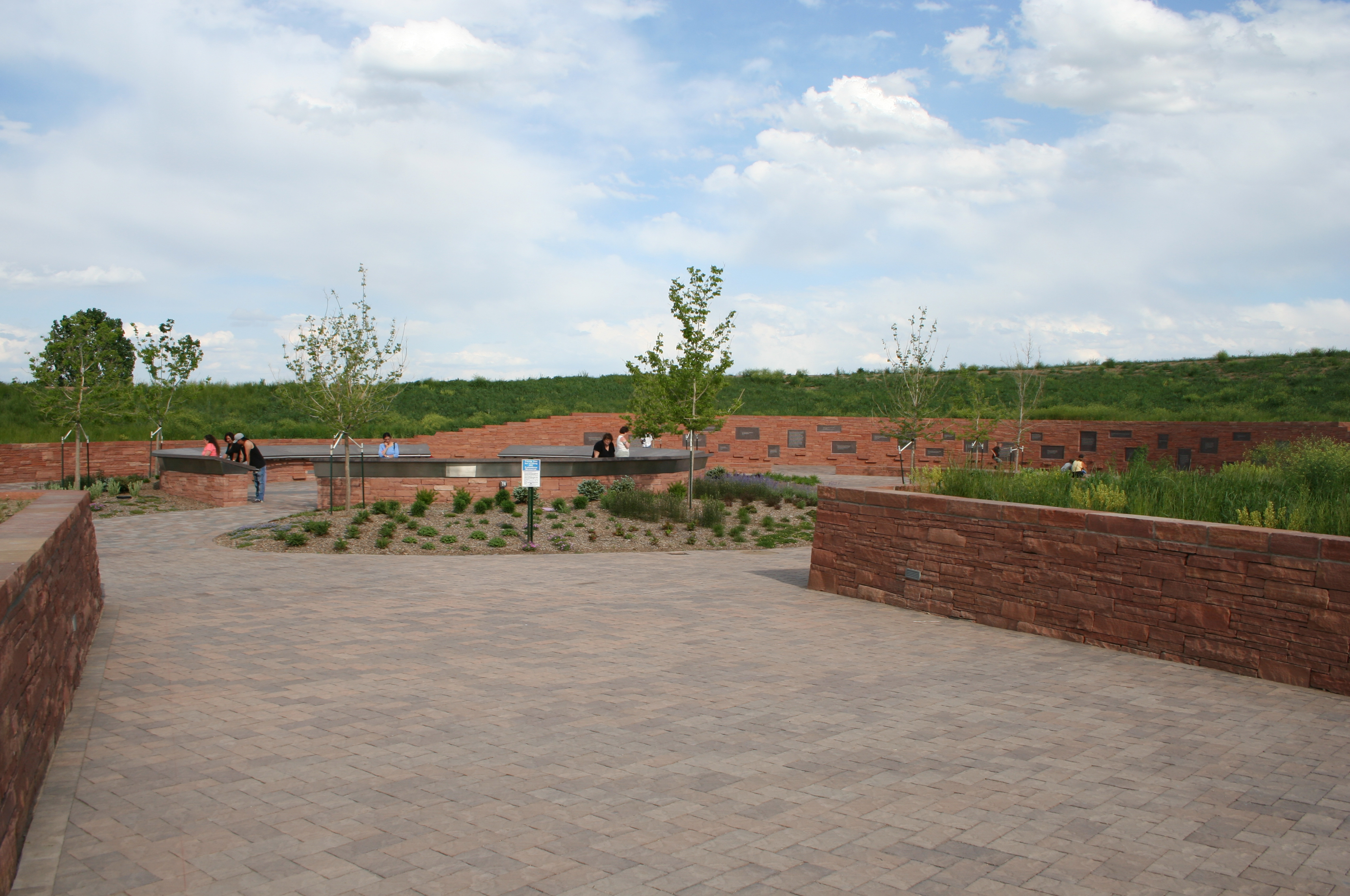
El memorial de Columbine.

## Llegat

### Memorials
L'any 2000, l'advocada Melissa Helmbrecht va organitzar un esdeveniment d'homenatge a Denver anomenat el Day of Hope (Dia de l'esperança) amb la presència de dos supervivents.
S'instal·là un memorial permanent "en honor i en record a les víctimes del 20 d'abril de 1999 en el tiroteig a l'institut Columbine High School" el 21 de setembre de 2007 al parc de Clement, prat adjacent on durant els dies següents del tiroteig s'aplegaren diversos homenatges improvisats. El fons del memorial ascendiren als 1,5 milions de dòlars en donacions i vuit anys de planificació.

### Cultura popular
La pel·lícula documental Bowling for Columbine està basada en els fets de la massacre.